# Tăng Hòa (nhà Thanh)
Tăng Hòa (chữ Hán: 曾鉌; 1839 – 1901), tự Hoài Thanh (懷清) hay Hòa Thục (和淑), người thị tộc Hỷ Tháp Lạp thuộc Mãn Châu Chính Bạch kỳ, là quan viên cuối đời Thanh trong lịch sử Trung Quốc.

## Cuộc đời
Tăng Hòa sinh năm Đạo Quang thứ 19 (1839). Cha ông là Khánh Quân, làm đến Ninh Hạ Tướng quân. Năm Hàm Phong thứ 11 (1861), Tăng Hòa nhờ chế độ “Nhiệm tử” mà được làm Bút thiếp thức ở Hộ bộ. Đến năm Đồng Trị thứ 5 (1866), ông được vào Công bộ học tập hành tẩu. Hai năm sau, ông được bổ nhiệm làm Chủ sự Công bộ, dần được thăng làm Lang trung, rồi được sung làm Quân cơ xứ Chương kinh, chuyển làm Ngự sử.
Năm Quang Tự thứ 9 (1883), Tăng Hòa được ra làm Thiểm Tây đốc lương đạo. Nông dân Thiểm Tây theo lệ phải nộp thuế bằng lương thực ở kho tỉnh, vì đường sá xa xôi nên chịu nhiều thất thoát; Tăng Hòa sửa phép thu thuế sao cho phù hợp, được dân khen là tiện. Trình độ học vấn của người Thiểm Tây thấp kém, Tăng Hòa cậy danh sĩ người Trường An là Bách Cảnh Vĩ, người Hàm Dương là Lưu Quang Phần đứng đầu Quan Trung thư viện, đốc thúc học tập, được giới sĩ phu đánh giá là hợp lý. Tăng Hoa lại đặt cục Tàm Tang, mời bậc thầy nghề dệt dạy phép nấu tơ, dệt và nhuộm, hằng năm làm ra lụa có chất lượng ngang với Sơn Đông, Hà Nam.
Năm thứ 13 (1887), Tăng Hòa được thăng làm Án sát sứ; năm sau rời chức vì tang mẹ. Sau đó Tăng Hòa được nhận lại chức cũ, ít lâu sau thăng làm Cam Túc Bố chính sứ.
Năm thứ 24 (1898), Tăng Hòa được điều về Trực Lệ, ông từ chối nên được ở lại đương chức. Sau khi được cất nhắc làm Hồ Bắc Tuần phủ, Tăng Hòa bùi ngùi nói: “Đã đến lúc này, còn có thể câu nệ phép tắc cũ hay sao?” Vì thế Tăng Hòa mượn ấn của Thiểm Cam tổng đốc để trần thuật 4 việc bổ quan (bổ nhiệm quan lại), xế thiêm, độ chi, tụng ngục (xử án), đề nghị thay đổi đường lối cũ, nhằm tăng cường quốc lực. Thị độc Học sĩ Di Cốc, Quang lộc tự Thiếu khanh Trương Trọng Hân lên án tố cáo Tăng Hòa gây loạn chính sự, nên triều đình giáng chiếu lột chức của ông.
Từ khi còn làm quan ở kinh sư, Tăng Hòa chỉ thuê nổi một căn nhà xập xệ. Sau khi nhậm chức ngoài tỉnh, Tăng Hòa chăm chăm lo cho dân, bản thân chẳng có gì. Đến lúc bị phế chức, Tăng Hòa đi lại đều không có ngựa xe, hằng năm dân Thiểm Tây góp tiền giúp đỡ ông. Cuối đời, tình cảnh ngày càng khốn khó, Tăng Hòa phải mặc áo rách, xem bói ở chợ, được ít lâu thì mất.
Năm Tuyên Thống đầu tiên (1909), tổng đốc Đoan Phương tâu xin khôi phục nguyên quan cho Tăng Hòa.